# Central hidroelèctrica del Congost
La Central hidroelèctrica del Congost fou una central productora d'energia hidroelèctrica que va estar activa entre 1923 i 1929. Fou construïda per la Sociedad Productora de Fuerzas Motrices i es trobava situada al Congost d'Erinyà, al municipi de la Conca de Dalt del Pallars Jussà. Explotava les aigües de la canalització que neix a la presa de Senterada que desvia part del cabal del Flamisell cap a la canalització que les porta cap a la central Hidràulica de la Pobla de Segur.
L'edifici fou enderrocat el 1950.

## Antecedents
La Sociedad Productora de Fuerzas Motrices ja havia inicat la construcció de la central Hidràulica de la Pobla de Segur, posant en marxa els grups I i II de turbines el 1920 i treballava per posar en marxa els grups II i IV, la qual cosa faria el 1923.
La concessió d'explotació hidràulica li permetia construir una central addicional que aprofités el cabal de la canalització construïda per abastir la central de la Pobla, que portava aigua del Flamisell des de la presa de Senterada fins a la cambra d'aigües situada a Vileres.

## Construcció
Les fases finals de la construcció estaven en curs el 30 de maig de 1923, i la Sociedad Productora de Fuerzas Motrices ja citava la central del Congost en la publicitat que publicava en premsa per promocionar les seves emissions d'obligacions.

## Components de la central
La potència instal·lada era de 2.400 Kw, la qual la convertia en la central amb la menor potència d'entre les que es van construir al Pallars i l'Aran per part de la Sociedad Productora de Fuerzas Motrices.
Les canonades forçades i les turbines estaven fabricades per l'empresa Escher Wyss & Cie. Els alternadors foren construïts per Schneider et Compagnie de París. El quadre elèctric fou fabricat per la societat Laboratorio Electrotècnico Luigi Magnini.